# بلزر
البَلْزَر أو الزاهية أو البليزر (بالإنجليزية: Blazer)‏ سترةٌ من نوع كاجوال أنيق.
يوجد من البَلزَر نوعان مميزان:
- الأول: وهو البَلزَر الأصلي، وحيد الصدر يرتدى في أندية الزوارق، ترتديه فرق التجديف مع ملابس مقلمة غالباً.
- الثاني: بَلزَر على حجم الجسم، كلاسيكي، لونه كحلي داكن (بالإنجليزية: Navy)‏، مزدوج الصدر وله أزرار معدنية، كان يسمى أصلا جاكت ريفر (بالإنجليزية: reefer)‏.

ولأن الرجال توقفوا عن ارتداء النوع الأول أصبحت كلمة بَلزَر تطلق على النوع الثاني منه فقط.

## ارتداء البَلزَر
يرتدى البَلزَر مع تشكيلة كبيرة من الملابس، مثل القمصان وأربطة العنق. تتخذ الكثير من المدارس البَلزَر زياً مدرسياً لها، وخاصة في دول الكومنولث وبريطانيا وأستراليا والبلاد ذات الطقس البارد.

## وصلات خارجية
- "البليزر". منتديات اسأل آندي عن الملابس. مؤرشف من الأصل في 2019-12-13. اطلع عليه بتاريخ 2010-01-24. {{استشهاد ويب}}: روابط خارجية في |ناشر= (مساعدة)